# Данієль Джейкобс
Данієль Джейкобс (англ. Daniel Jacobs; нар. 3 лютого 1987, Бруклін, Нью-Йорк, США) — американський боксер-професіонал, що виступає в середній ваговій категорії. Чемпіон світу в середній вазі за версіями WBA (2014 — 2017) і IBF (2018—2019).

## Любительська кар'єра
Протягом своєї любительської кар'єри Джейкобс провів 144 бої, у яких здобув 137 перемог та зазнав 7 поразок. В 2003 році виграв національні Олімпійські ігри серед юніорів. В 2004 році став чемпіоном США до 19 років. В 2006 році виграв чемпіонат США у середній вазі. За свою кар'єру любителя чотири рази вигравав турнір «Золоті рукавиці» Нью-Йорка.

## Професіональна кар'єра
Джейкобс дебютував на профірингу 8 грудня 2008 року на MGM Grand Garden Arena, Лас-Вегас в андеркарті бою Флойд Мейвезер — Ріккі Гаттон. В цьому бою він знищив свого суперника Хосе Хесуса Хуртадо, здобувши перемогу технічним нокаутом вже на 29 секунді 1-го раунду.
22 серпня 2009 року в бою з Іше Смітом завоював вакантний титул чемпіона Північної Америки (WBO NABO).
15 травня 2010 року після бою з Хуаном Асторга додав вакантний титул NABF.

### Джейкобс проти Пирога
31 липня 2010 року в бою за вакантний титул чемпіона WBO у середній вазі зустрілися непереможні Данієль Джейкобс (20-0, 17КО) і росіянин Дмитро Пирог (16-0, 13КО). Хоча Джейкобс і провів у цьому бою більше ударів ніж Пирог, росіянин з самого початку бою захопив центр рингу і тіснив Джейкобса до канатів. У 2 раунді Пирог зумів потрясти Джейкобса, а у 5 точним ударом справа через руку звалив того на настил рингу. Джейкобс спробував піднятися, але рефері не дав йому цього зробити і дав відмашку про закінчення бою.

### Боротьба із раком
Після поразки від Пирога Джейкобс здобув дві перемоги нокаутом і планував нові бої на найвищому рівні, але несподівано невдовзі після того, як йому виповнилося 24 роки, його ноги сильно ослабли, він ледве тяг їх, коли йшов. Дуже скоро йому знадобилася тростина, а потім - милиці. Лікарі діагностували у Джейкобса остеосаркому (рак кісток). Він буквально був на волосинці від смерті. Спортсмену зробили операцію по видаленню пухлини, але не так, як звичайно - через грудну клітину, а через спину, для того, щоб він мав змогу боксувати і надалі, оскільки удари по спині у боксі заборонені.
Півтора року пішло на цілковите одужання і відновлення. 20 жовтня 2012 року Джейкобс повернувся у професійний бокс, вигравши у Джоша Лютерана нокаутом у 1 раунді. Як він сказав, його мотив повернення - надихати інших людей своїм прикладом досягати мети незважаючи на обставини, які складаються проти вас.
19 серпня 2013 року Данієль завоював вакантний титул континентальної Америки за версією WBC.

### Джейкобс проти Флетчера
9 серпня 2014 року Данієль Джейкобс і Джеррод Флетчер боролися за вакантний титул чемпіона WBA у середній вазі. Американець переміг представника Австралії. Уже в першому раунді Джейкобс відправив суперника у нокдаун, а бій був зупинений  у 5 раунді, коли австралієць знов опинився на настилі рингу.

### Джейкобс проти Труекса
В першому захисті титулу 24 квітня 2015 року Джейкобс зустрівся з співвітчизником Кейлебом Труексом, якому вдалося пройти майже весь відведений час бою, поки у 12 раунді він не опинився у "стоячому" нокдауні, після чого  Джейкобс пішов на добивання, змусивши рефері зупинити бій.

### Джейкобс проти Мора I
1 серпня 2015 року відбувся бій Данієль Джейкобс — Серхіо Мора, в якому суперники у 1 раунді обмінялися нокдаунами, а у 2-му після ще одного падіння Мора той піднявся, але не зміг продовжувати зустріч через травму, і Данієлю була присуджена перемога технічним нокаутом.

### Джейкобс проти Куілліна
5 грудня 2015 року Джейкобс буквально зніс за 85 секунд бою до того непереможного Пітера Квілліна (32-0-1, 23КО). На початку бою Джейкобс потряс Квілліна, а потім кинувся добивати і знов потряс його. Рефері вирішив, що Квіллін не в змозі продовжувати бій, і зупинив поєдинок навіть не відрахувавши нокдаун.

### Джейкобс проти Мора II
9 вересня 2016 року Джейкобс провів другий бій проти Серхіо Мора. Мора не зміг на рівних змагатися з Джейкобсом. Вже в третьому раунді Серхіо пропустив кілька потужних ударів чемпіона, а потім у 4-му, 5-му і тричі у 7-му раунді побував у нокдауні, після останнього з яких рефері зупинив бій.

### Джейкобс проти Головкіна
Після того, як Джейкобс 9 вересня 2016 року захистив свій титул чемпіона у бою проти Серхіо Мори, WBA заявила, що у його команди і у команди Геннадія Головкіна, що володів титулом суперчемпіона WBA, є 30 днів на те, щоб домовитися про бій. Якби домовитися не вийшло, були б назначені промоутерські торги. Спершу планувалося провести цей бій 10 грудня 2016 року на одній з нью-йорських арен, але боксери не встигли домовитися до того часу. Основною проблемою в переговорах стала фінансова частина. Команда Джейкобса вимагала розподілу гонорару 40% на 60%. Вони відправили запит у WBA, однак ті відповіли негативно, оскільки згідно правил цієї організації у боях суперчемпіона проти звичайного гонорар має розділятися 75% на 25% на користь суперчемпіона. WBA назначила торги на 19 грудня 2016 року. Але команди встигли домовитися про бій до торгів, і 17 грудня Геннадій Головкін через свій Twitter повідомив, що бій відбудеться 18 березня 2017 року на арені «Медісон-сквер-гарден» у Нью-Йорку. Транслював цей бій канал HBO за системою PPV. Спаринг-партнерами американця стали українці Євген Хитров та Сергій Дерев'янченко, а також грузин Автанділ Хурцідзе
В бою, в якому зійшлися два майстра нокаутів, було мало гостроти. Джейкобс намагався триматися поза зоною досяжності Головкіна, а Головкін не намагався пресингувати у звичній манері. Джейкобс у 4 раунді побував у нокдауні, але вистояв усі 12. Судді одноголосно віддали перемогу Головкіну.
Після бою з Головкіним Джейкобс переміг двох непереможних до нього боксерів — співвітчизника Луіса Аріаса (18-0, 9КО) і поляка Мацея Сулецкі (26-0, 10КО).

### Джейкобс проти Дерев'янченко
27 жовтня 2018 року у Нью-Йорку відбувся бій Данієль Джейкобс - Сергій Дерев'янченко за вакантний титул чемпіона IBF у середній вазі, в якому український боксер поступився розділеним рішенням суддів — 114-113 (Дерев'янченко) і двічі 115-112 (Джейкобсу). Наприкінці першого раунду Джейкобс завдав удару, після якого Дерев'янченко торкнувся рукавичкою рингу, і рефері відрахував йому нокдаун. В подальшому більшість раундів виграв Джейкобс за рахунок роботи по корпусу і назустріч.

### Джейкобс проти Альвареса
4 травня 2019 року на Ті-Мобайл-арена, Лас-Вегас відбувся об'єднавчий бій Данієль Джейкобс — Сауль Альварес, в якому на кону стояли пояси WBC, WBA Super і IBF у середній вазі.
На офіційному зважуванні Джейкобс показав вагу 72,547 кг, а Альварес - 72,347 кг, але Джейкобс свідомо пішов на порушення контракту, перевищивши регламентовану вагу в день бою на 1,6 кг, за що був оштрафований на 1 млн $.
Поєдинок вийшов конкурентним. На початку бою першим номером працював Альварес, пробиваючи джеби переважно по корпусу. Джейкобс діяв занадто обережно. Бій став більш рівним у другій половині, коли перевага переходила від одного до іншого. Рішення суддів було очевидним — одностайно перемога Альвареса 116-112 і двічі 115-113.
Бій Альвареса проти Джейкобса переглянули приблизно 30,5 млн телеглядачів із Мексики, що становило майже чверть усього населення цієї країни.
Гонорар Джейкобса за цей бій був найбільший у його кар'єрі — 2,5 млн $ + 10 млн $ від стримінга ДАЗН, Альварес отримав 35 млн $.

### Подальша кар'єра
2019 року Джейкобс провів ще один бій проти мексиканця Хуліо Чавеса-молодшого, здобувши перемогу технічним рішенням у п'ятому раунді. 2020 року переміг за очками Габріеля Росадо (США). 12 лютого 2022 року в бою за статус обов'язкового претендента на титул чемпіона світу за версією WBA у другій середній вазі поступився Джону Райдеру (Велика Британія).